# Anghelu Ruju
Die eingezäunte Nekropole von Anghelu Ruju liegt etwa 10 km nördlich von Alghero und nördlich des Abzweiges zum Flughafen Alghero in der Metropolitanstadt Sassari auf Sardinien. Der Komplex ist eine der größten und wichtigsten Nekropolen im Mittelmeerraum, da die 1903 entdeckten Anlagen nicht beraubt waren. Die mehrheitlich von Antonio Taramelli bis 1907 ausgegrabenen, vertikal in den Kalkstein geschnittenen 37 Domus de Janas und ein Einzelgrab (No. XXVI) stammen aus der Ozieri- (3400–2700 v. Chr.) und der nachfolgenden Bonnanaro-Kultur. In den 1990er Jahren wurde die Anlage gewissenhaft hergerichtet und eingezäunt.
Ihr Aussehen weicht auffallend von anderen Nekropolen auf der Insel (Mesu ’e Montes, Montessu, Moseddu, Puttu Codinu, Sant’ Andria Priu, Santu Pedru und Sos Furrighesos) ab. Primär handelt es sich nicht wie anderenorts um horizontal angelegte Kammern, sondern um Kammern, die über Schächte, Treppen oder Dromoi im Untergrund erreicht werden. Von der jeweiligen Hauptkammer gehen vielfach eine Reihe von Seitennischen in unterschiedlicher Geometrie ab. Die dekorativen Elemente bestehen aus Architraven, Pfeilern, Pilastern, Säulen und Sockeln. Von magisch-religiöser Art sind falsche Türen, Petroglyphen und rote Farbe, die oft mit ihnen assoziiert angetroffen wird. Die teilweise stark verwitterten Reste der Reliefs (besser erhalten in Tomba A, XXb, XXVIII und XXX) bestehen vornehmlich aus Stiergehörnen. In den Zellen fanden sich die Überreste von zwei bis 30 Toten, darunter auch Kinder.

Anghelu Ruju
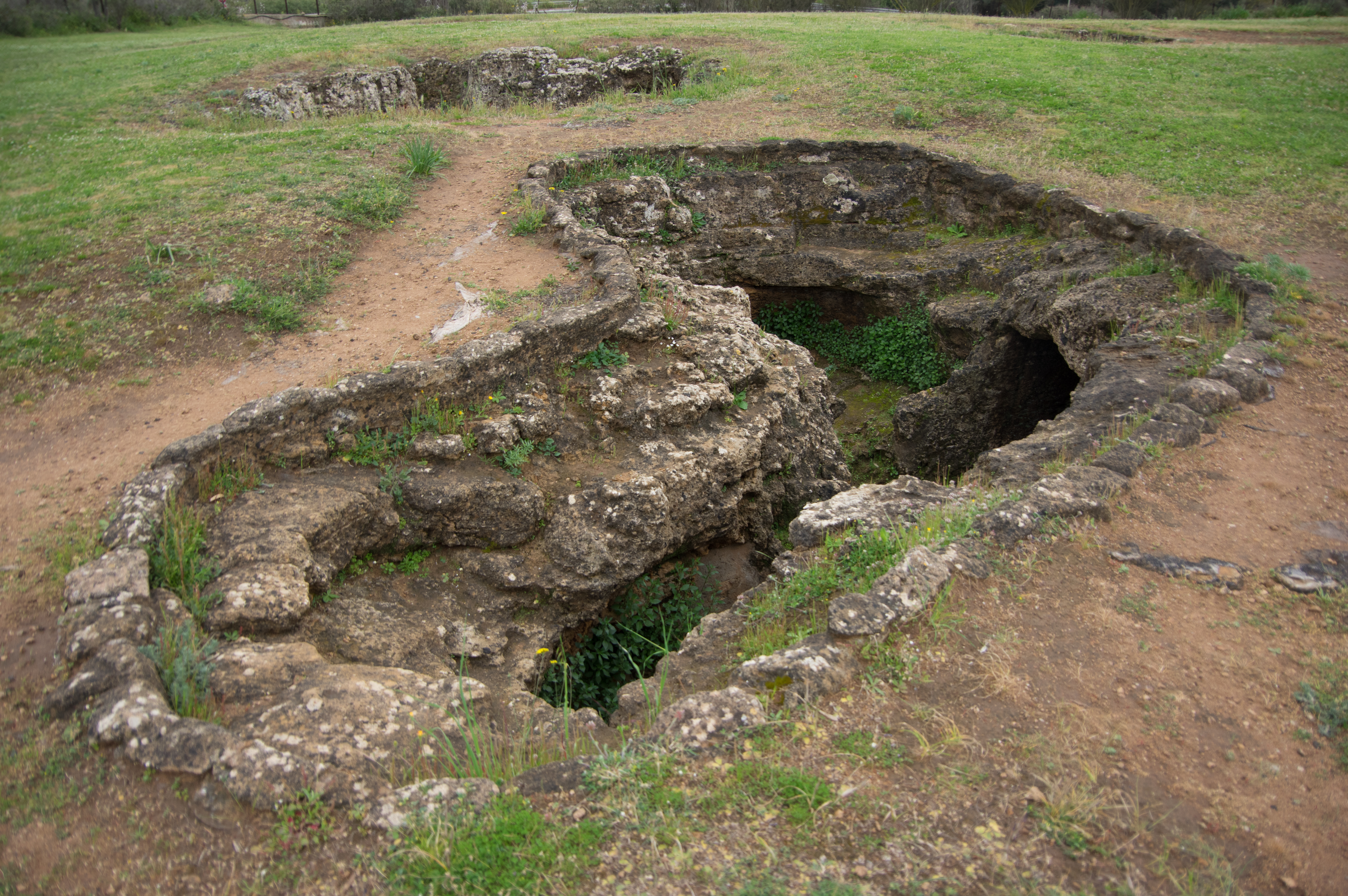
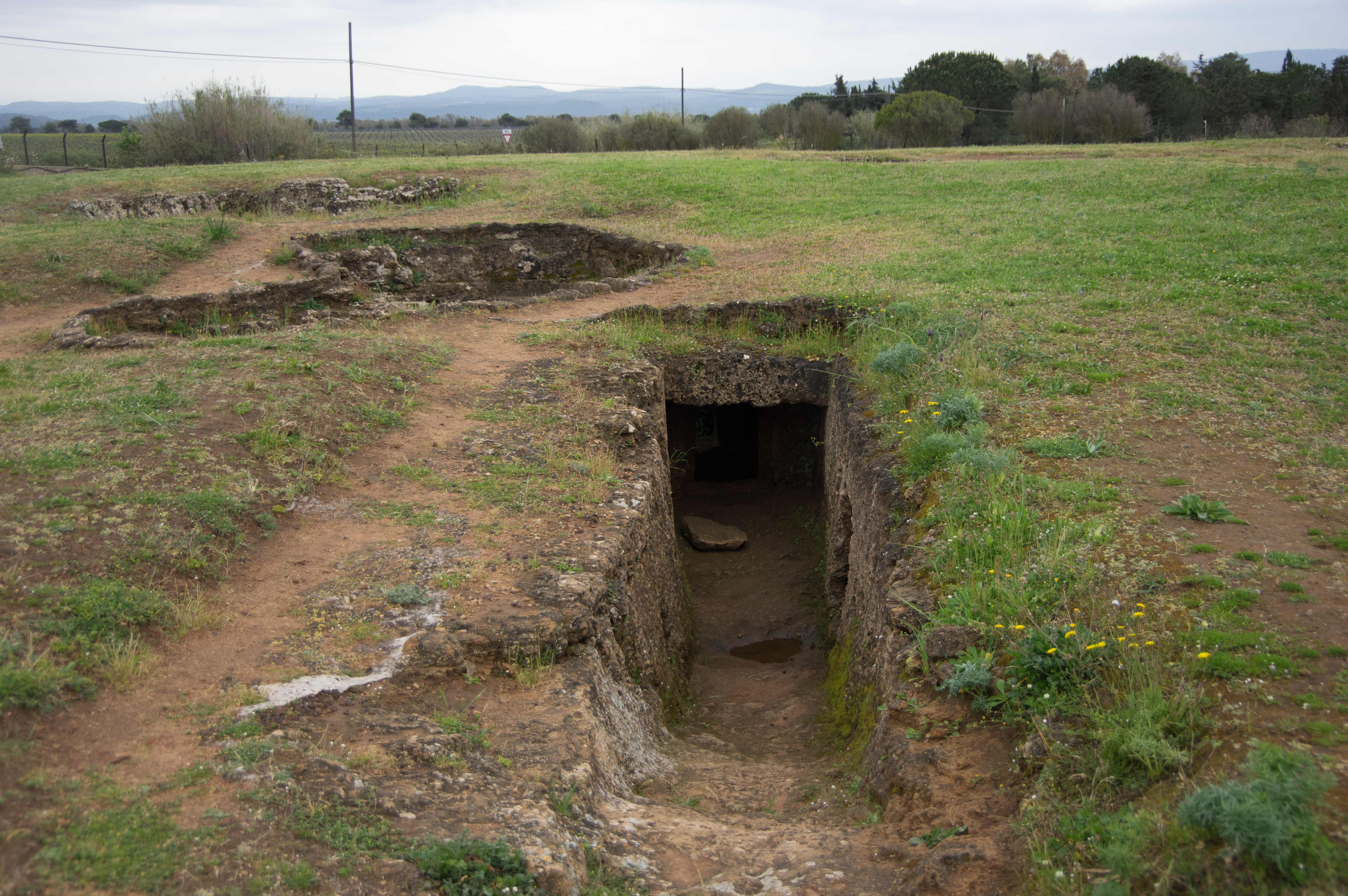
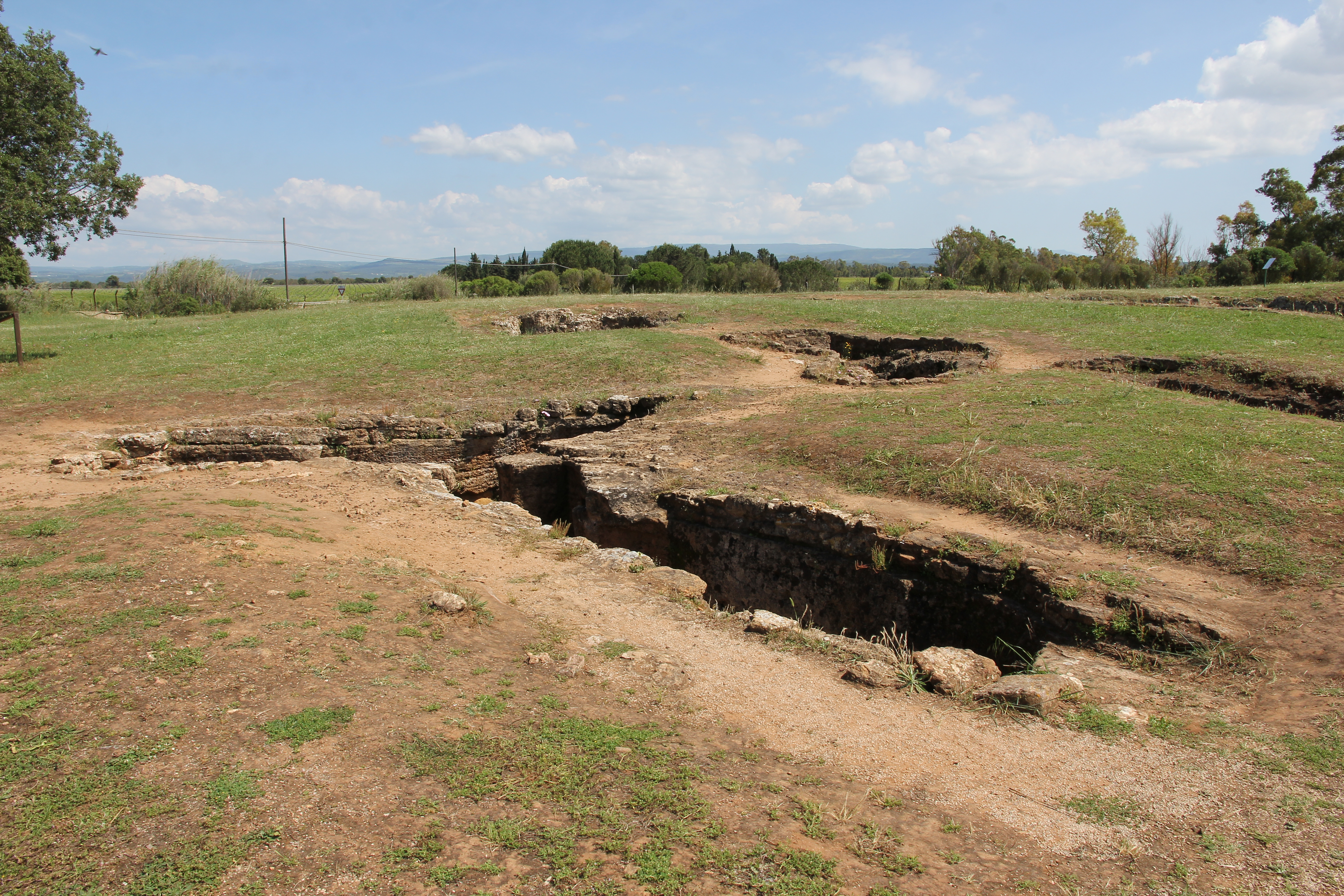
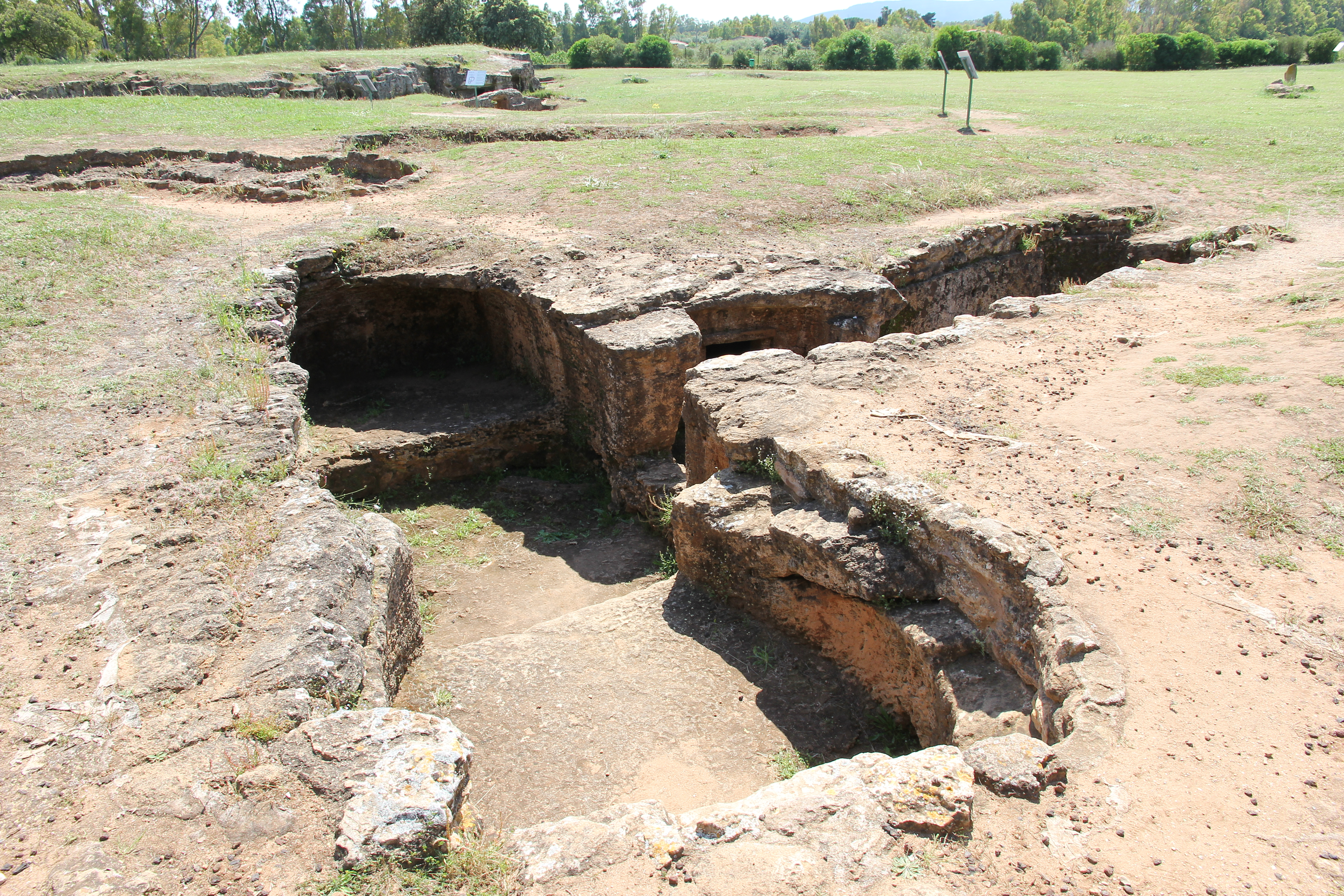
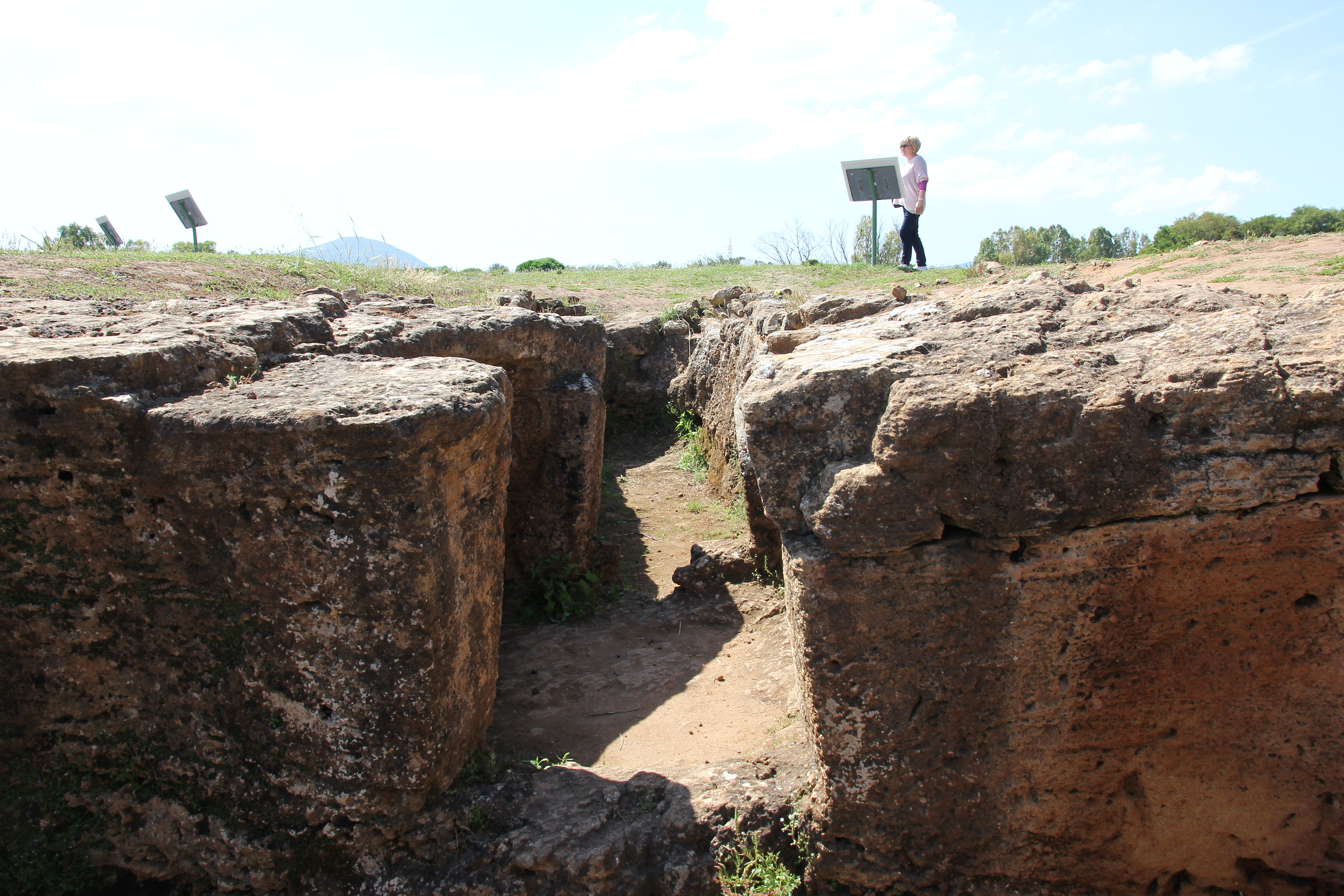
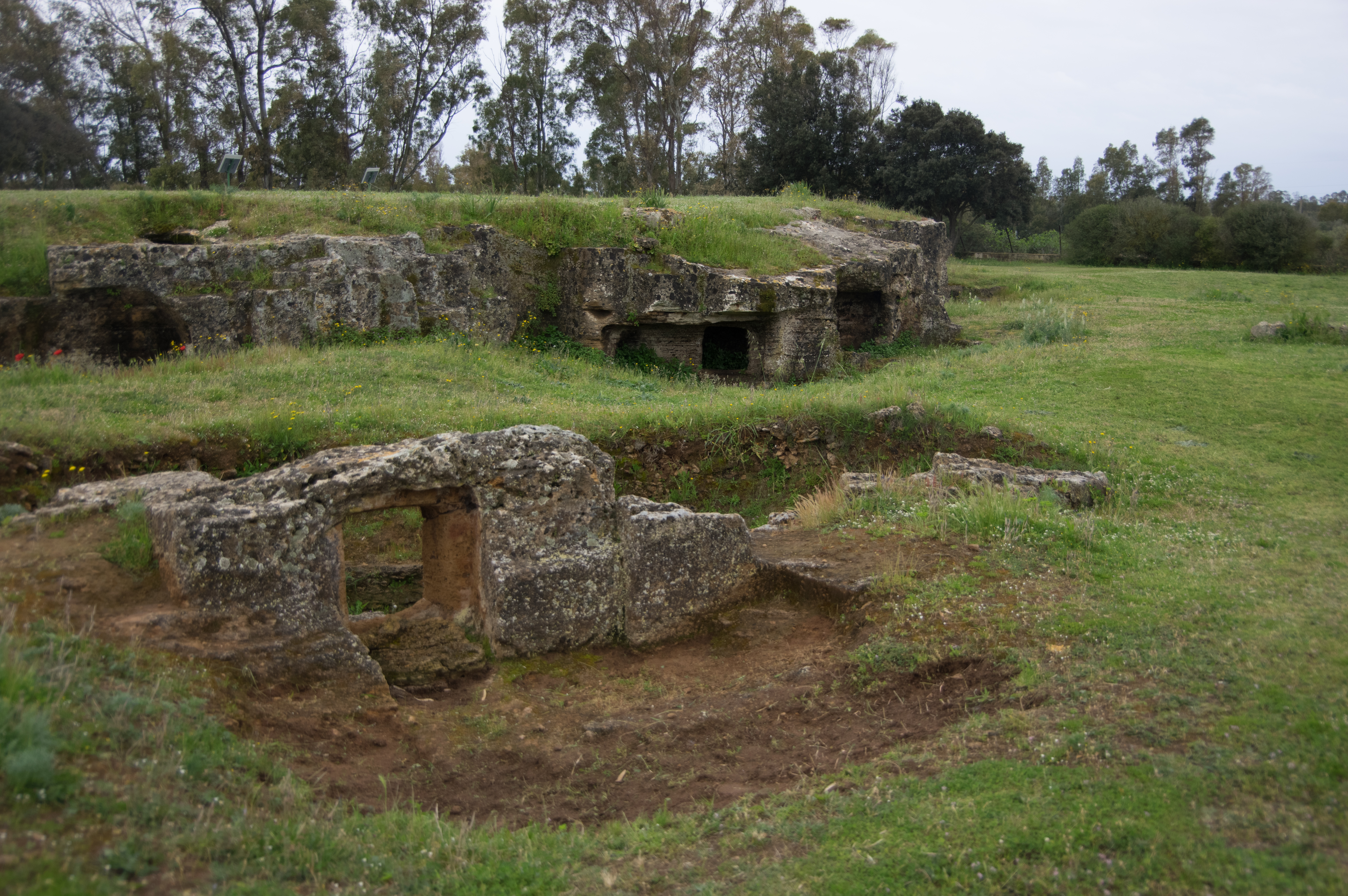
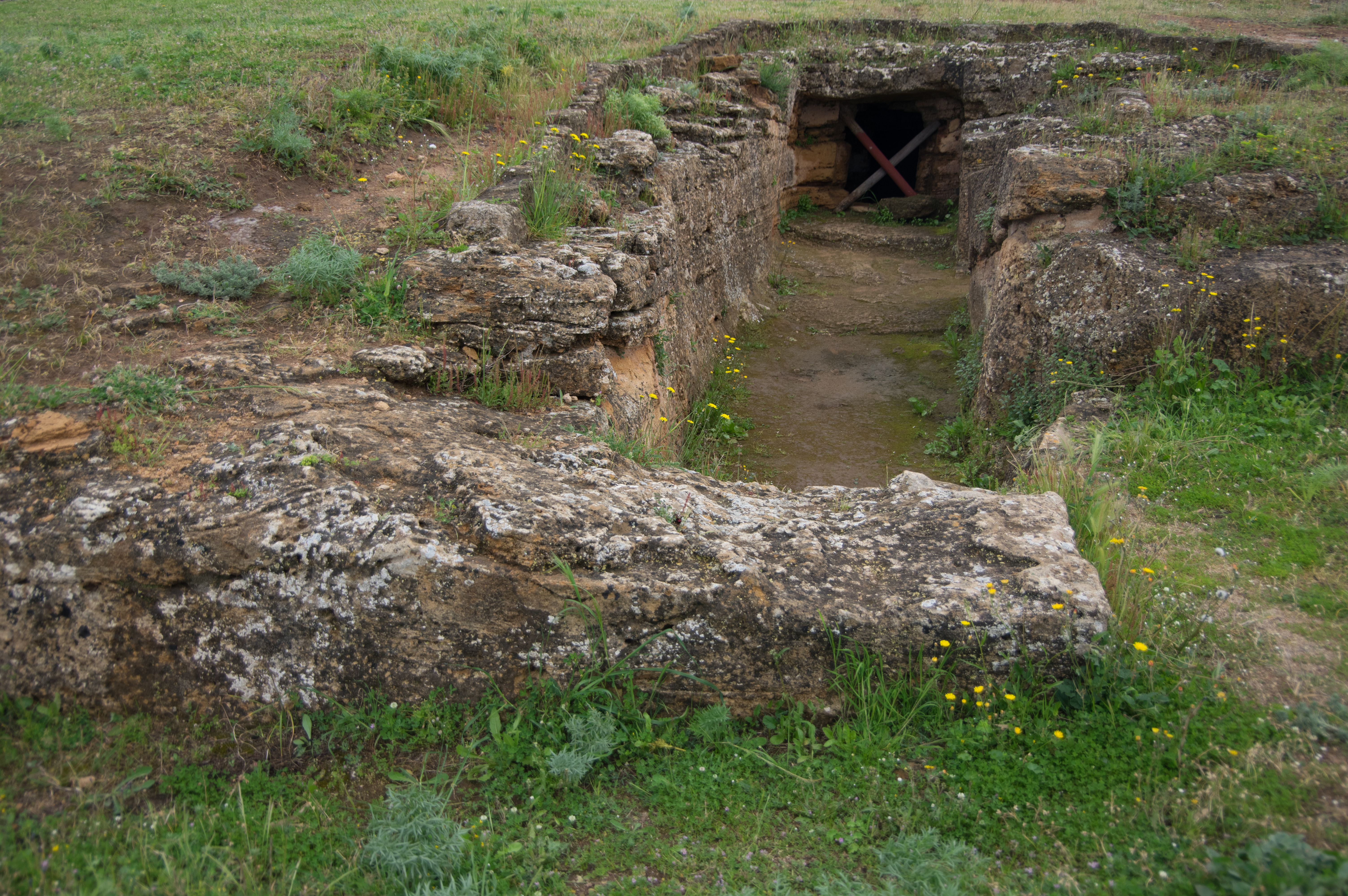
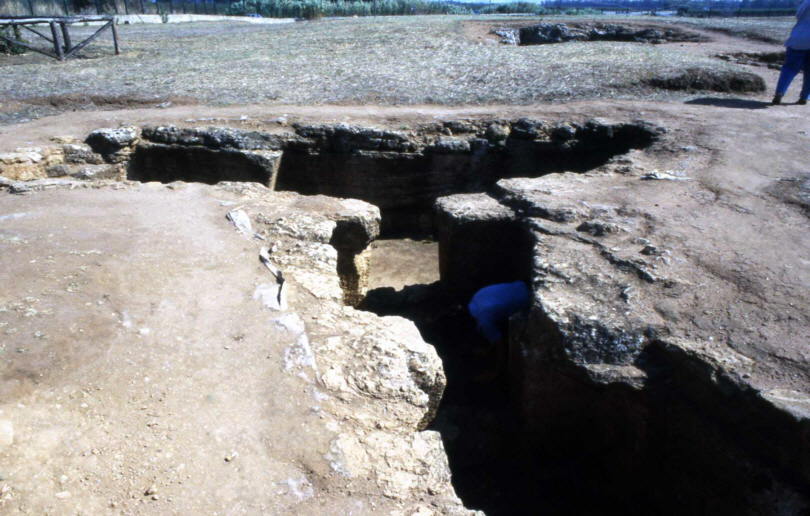

Die Anlage wurde von den Trägern der Glockenbecherkultur nachgenutzt. Es fanden sich Armschutzplatten, dekorierte und undekorierte Keramik, Knöpfe mit der typischen V-Lochung, kupferne Ahlen und Dolche, Perlen und in sechs Anlagen sogar Silberringe. Die Funde sind heute im Nationalmuseum von Cagliari und im Museo Nazionale G. A. Sanna in Sassari untergebracht.
In der Nähe liegen die Domus de janas di Scala Piccada.